# El pájaro de oro
El pájaro de oro (Der goldene Vogel) es un cuento de hadas de los hermanos Grimm, escritores y filólogos alemanes célebres por sus cuentos para niños.
En la colección de cuentos de los Hermanos Grimm, El pájaro de oro (Der goldene Vogel) es el n.º 57.

## Argumento
Un rey tiene un manzano de oro, y un día comienzan a robarle las manzanas por la noche. El rey pide a sus hijos que vigilen, y aunque los dos primeros caen dormidos, el más joven permanece despierto y ve que el ladrón es un pájaro dorado. Trata de dispararle pero no lo logra y con la flecha alcanza a arrancarle una pluma de oro.
La pluma es tan valiosa que el rey decide que debe apropiarse del pájaro de oro. Envía a sus tres hijos, uno tras otro, para capturar a la criatura. Cada uno de los hijos se encuentra a un zorro parlante, que les da un consejo para su búsqueda: elegir una mala posada mejor que una feliz y brillante. Los dos hijos que parten en primer lugar ignoran el consejo y cuando llegan a la posada agradable, abandonan la misión.
El tercer hijo obedece al zorro, y sigue al pájaro hasta un castillo dorado que resulta ser su morada. El zorro aconseja al príncipe que atrape al pájaro en una jaula de madera del castillo donde vive, en lugar de ponerlo en una jaula dorada. Sin embargo, el joven desoye el consejo, y el pájaro de oro despierta a la gente del castillo, por lo que el muchacho finalmente es capturado. Después es enviado tras un caballo de oro, con la condición de que respete su vida, y el zorro le aconseja que utilice una silla de montar de cuero en lugar de una de oro, pero vuelve a fallar. Finalmente también es enviado tras la princesa del castillo dorado, donde el zorro le aconseja que no la deje despedirse de sus padres, pero nuevamente el protagonista desoye el consejo, por lo que el padre de la princesa le ordena que mueva una colina si desea conservar su vida.
El zorro la mueve por él, y al partir, revela al príncipe cómo debe mantener todo lo que ha ganado (el pájaro, el caballo, la silla, la princesa): debe dispararle y cortarle la cabeza al zorro. Cuando el príncipe rechaza, le advierte que no compre carne del ahorcado, ni se siente al borde de ningún pozo 
El muchacho descubre que sus hermanos, que en el transcurso de sus aventuras han vivido libertinamente, van a ser ahorcados por sus actos, y compra su libertad para evitarlo. Descubren lo que ha hecho, y cuando finalmente se sienta al borde de un pozo, le empujan a él. Cogen sus cosas y raptan a la princesa, para llevarla ante su padre. Sin embargo, el pájaro, el caballo y la princesa echan de menos al príncipe. El zorro rescata al príncipe y cuando este regresa al palacio de su padre ataviado con ropas de vagabundo, el pájaro, el caballo y la princesa le reconocen como el hombre que los ganó, y se alegran de nuevo. Sus hermanos son condenados a muerte, y el protagonista desposa a la princesa.
Finalmente, el tercer hijo corta la cabeza y las patas del zorro, tal y como la criatura le había solicitado. El zorro resulta ser entonces un hombre, el hermano de la princesa.

## Variantes
En El Mirlo dorado, los hijos del rey parten en búsqueda del pájaro dorado porque los doctores se lo han prescrito a su padre enfermo. Los dos hijos mayores son atraídos a la posada sin ninguna advertencia previa, y el más joven se encuentra con la liebre parlante que le ayuda una vez que la ha pasado. El caballo tan solo aparece como una compra, y no tiene que pasar ninguna prueba para conseguir la figurita de la princesa, la Doncella de Porcelana. Además, la liebre no se transforma al final del relato.
Una variante similar del cuento de hadas, de origen franco-canadiense es El fénix dorado, recopilado por Marius Barbeau y narrado por Michael Hornyansky. El relato narra la historia de Petit Jean, el más joven de los hijos del Rey, quien descubre que el ladrón de las manzanas doradas de su padre es un fénix dorado, un pájaro legendario. Otras variantes incluyen una batalla con tres bestias míticas, una versión del escondite y su casamiento con la bella hija del Sultán.